# Colin Hanks
Colin Lewes Hanks (született Dillingham; Sacramento, 1977. november 24. –) amerikai színész, filmrendező és filmproducer, Tom Hanks legidősebb fia.
Filmszerepei közé olyan vígjátékok tartoznak, mint a Narancsvidék (2002), A házinyuszi (2008), A tökéletlen trükk (2008), a Jumanji – Vár a dzsungel (2017) és a Jumanji – A következő szint (2019). Szerepelt a 2005-ben bemutatott King Kong című kalandfilmben is.
A televízió képernyőjén látható volt a Roswell, Az elit alakulat, a Dexter, a Fargo (mellyel Golden Globe- és Primetime Emmy-jelöléseket szerzett), a Furcsa páros és a Családom, darabokban című sorozatok epizódjaiban.

## Ifjúkora és családja
A kaliforniai Sacramentóban született, Tom Hanks és Susan Lewes (leánykori nevén Susan Dillingham) legidősebb gyermekeként, egy húga van, Elizabeth. Csupán egyéves volt, mikor szülei New Yorkba költöztek, ahol szerény körülmények közt éltek, miközben édesapja kezdő színészként próbált állást találni. Miután a családfő szerepet kapott a Bossom Buddies című szituációs komédiában, javuló anyagi helyzetüknek köszönhetően ismét a költözés mellett döntöttek, ezúttal a kaliforniai San Fernando Valleybe. 1982-ben a sorozat véget ért, ezért apja minden adódó szerepet elvállalt és ritkán volt otthon, amit házassága is megsínylett. Szülei 1987-es válása után Colin húgával együtt édesanyjával maradt és Sacramentóba költözött. Apja második házassága után Rita Wilson színésznő mostohafia lett.

## Filmes pályafutása
1999-ben megkapta Alex Whitman szerepét a Roswell című sci-fi sorozat első két évadjában. 1999 és 2001 között feltűnt a Kerül, amibe kerül (2000) és a Kihevered, haver! (2001) című tinivígjátékokban, továbbá édesapja Az elit alakulat című háborús drámasorozatának nyolcadik, Az utolsó járőr című epizódjában.
2002-ben kapott először főszerepet, a Narancsvidék című vígjátékban, Jack Black és Schuyler Fisk oldalán. 2005-ben ismét együtt dolgozott Blackkel, ezúttal a King Kong című sci-fi-kalandfilm mellékszereplőjeként. 2008-ban A tökéletlen trükk című vígjáték-drámában, a Gyilkosság online című bűnügyi thrillerben, A házinyuszi című vígjátékban és a W. – George W. Bush élete című életrajzi drámában is szerepelt. Ugyanebben az évben a Mad Men – Reklámőrültek szereplője is volt.
2010-ben a Furcsa páros Jack Bailey nyomozójaként láthatták a nézők, sorozatbeli partnere Bradley Whitford volt. 2011-ben Ari Graynor, Ann-Margret és Jeffrey Tambor mellett a Tetemes összeg című független filmben játszott. Ugyanebben az évben csatlakozott a Dexter hatodik évadjának szereplőgárdájához, Travis Marshall művészettörténészt formálva meg.
2013-ban az Égető szerelem című vígjátéksorozat második évadában, illetve a Félelmetes nap című történelmi filmben tűnt fel. 2014-ben Golden Globe- és Primetime Emmy-díjra jelölt alakítást nyújtott a Fargo című sorozatban. 2015-ben jelent meg első rendezése, a All Things Must Pass: The Rise and Fall of Tower Records című dokumentumfilm, mely a Tower Records zenei áruházlánc történetét mutatja be. 2015 és 2019 között a Családom, darabokban című szituációs komédia főszereplője volt.
2017-ben és 2019-ben a Jumanji – Vár a dzsungel és a Jumanji – A következő szint című kalandfilm-vígjátékokban szerepelt.

## Magánélete
2010 óta Samantha Bryant házastársa, két lányuk született, 2011-ben és 2013-ban.

## Filmográfia

### Film
| Év   | Magyar cím                          | Eredeti cím                        | Szerep                           | Magyar hang         |
| ---- | ----------------------------------- | ---------------------------------- | -------------------------------- | ------------------- |
| 1996 | Nyomul a banda                      | That Thing You Do!                 | ajtónálló                        |                     |
| 2000 | Kerül, amibe kerül                  | Whatever It Takes                  | Paul Newby                       | Tóth Barna          |
| 2001 | Kihevered, haver!                   | Get Over It                        | Felix Woods                      | Tóth Roland         |
| 2002 | Narancsvidék                        | Orange County                      | Shaun Brumder                    | Kálloy Molnár Péter |
| 2002 | Narancsvidék                        | Orange County                      | Shaun Brumder                    | Czető Roland        |
| 2003 | 11:14                               | 11:14                              | Mark                             | Janovics Sándor     |
| 2005 | Egy hazugság ára                    | RX                                 | Jonny                            |                     |
| 2005 | Ásó, kapa, vadkaland                | Standing Still                     | Quentin                          | Bódy Gergely        |
| 2005 | King Kong                           | King Kong                          | Preston                          | Seder Gábor         |
| 2006 |                                     | Alone with Her                     | Doug                             |                     |
| 2006 | Tenacious D, avagy a kerek rockerek | Tenacious D in The Pick of Destiny | részeg srác                      |                     |
| 2007 | A kilencujjú nő                     | Careless                           | Wiley Roth                       | Simonyi Balázs      |
| 2008 | A tökéletlen trükk                  | The Great Buck Howard              | Troy Gable                       | Seszták Szabolcs    |
| 2008 | Gyilkosság online                   | Untraceable                        | Griffin Dowd                     | Seszták Szabolcs    |
| 2008 | Anyám új pasija                     | My Mom's New Boyfriend             | Henry Durand                     | Simonyi Balázs      |
| 2008 | A házinyuszi                        | The House Bunny                    | Oliver                           | Elek Ferenc         |
| 2008 | W. – George W. Bush élete           | W.                                 | David Frum                       | Jakab Márk          |
| 2010 |                                     | High School                        | Brandon Ellis                    |                     |
| 2010 | Családi kincs, ami nincs            | Barry Munday                       | Heavy Metal Greg                 |                     |
| 2011 | Tetemes összeg                      | Lucky                              | Ben Keller                       | Hamvas Dániel       |
| 2012 | Szeka-túra                          | The Guilt Trip                     | Rob                              |                     |
| 2013 | Szuperebek                          | Super Buddies                      | Megasis/Canine kapitány (hangja) |                     |
| 2013 | Félelmetes nap                      | Parkland                           | Malcolm Perry                    |                     |
| 2015 |                                     | No Stranger Than Love              | Clint Coburn                     |                     |
| 2015 | Vakáció                             | Vacation                           | Jake                             | Seszták Szabolcs    |
| 2016 | Elvis és Nixon                      | Elvis & Nixon                      | Egil Krogh                       | Seder Gábor         |
| 2017 | Anna és Ben                         | Band                               | Uber utasa                       |                     |
| 2017 | Jumanji – Vár a dzsungel            | Jumanji: Welcome to the Jungle     | Alex Vreeke felnőttként          | Szatory Dávid       |
| 2019 | Jumanji – A következő szint         | Jumanji: The Next Level            | Alex Vreeke felnőttként          | Szatory Dávid       |
| 2021 | Mielőtt mindennek vége              | How It Ends                        | Charlie                          | Szatory Dávid       |
| 2024 | Orion és a Sötétség                 | Orion and the Dark                 | Felnőtt Orion Mendelson (hangja) | Crespo Rodrigo      |
| 2024 |                                     | And Mrs                            | Nathan                           |                     |
| 2025 | Senki 2.                            | Nobody 2                           | Abel seriff                      | Szatory Dávid       |

Dokumentumfilm (rendező)
- 2015: All Things Must Pass: The Rise and Fall of Tower Records – dokumentumfilm a Tower Records cég felemelkedéséről és bukásáról

- 2017: Eagles of Death Metal: Nos Amis (Our Friends) – dokumentumfilm az Eagles of Death Metal rockegyüttesről

### Televízió
| Év        | Magyar cím                    | Eredeti cím                                  | Szerep                               | Megjegyzések                                                 |
| --------- | ----------------------------- | -------------------------------------------- | ------------------------------------ | ------------------------------------------------------------ |
| 1999–2001 | Roswell                       | Roswell                                      | Alexander Charles "Alex" Whitman     | főszereplő (44 epizód)                                       |
| 2001      | Az elit alakulat              | Band of Brothers                             | Henry Jones hadnagy                  | 1 epizód                                                     |
| 2004      | A narancsvidék                | The O.C.                                     | Grady                                | 1 epizód                                                     |
| 2005–2008 | Gyilkos számok                | Numbers                                      | Marshall Penfield                    | 2 epizód                                                     |
| 2008      | Mad Men – Reklámőrültek       | Mad Men                                      | John Gill atya                       | 3 epizód                                                     |
| 2010      | Furcsa páros                  | The Good Guys                                | Jack Bailey                          | 20 epizód                                                    |
| 2011      | Dexter                        | Dexter                                       | Travis Marshall                      | 12 epizód                                                    |
| 2011      | Robotcsirke                   | Robot Chicken                                | Sam Witwicky / Vanity Smurf (hangja) | 1 epizód                                                     |
| 2012      | Happy Endings – Fuss el véle! | Happy Endings                                | önmaga                               | 1 epizód                                                     |
| 2012–2015 |                               | Comedy Bang! Bang!                           | rendőr / önmaga                      | 2 epizód                                                     |
| 2013      | Égető szerelem                | Burning Love                                 | Allison                              | 8 epizód                                                     |
| 2013      | NCIS                          | NCIS                                         | Richard Parsons                      | 3 epizód                                                     |
| 2013      |                               | Key and Peele                                | rendező                              | 1 epizód                                                     |
| 2013      |                               | Ghost Ghirls                                 | Tom Wellington / Bloody Bat          | 1 epizód                                                     |
| 2014      |                               | Bad Teacher                                  | Donnie edző                          | 3 epizód                                                     |
| 2014–2015 | Fargo                         | Fargo                                        | Gus Grimly rendőr                    | fő- és vendégszereplő (11 epizód)                            |
| 2014–2021 | Talking Tom és barátai        | Talking Tom and Friends                      | több szerep                          | 147 epizód                                                   |
| 2015      |                               | The Anti-Mascot                              | nem szerepel                         | rendező (dokumentum-rövidfilm)                               |
| 2015      | Anyák gyöngye                 | Mom                                          | Andy Dreeson                         | 1 epizód                                                     |
| 2015      |                               | What Lives Inside                            | Taylor Delaney                       | 4 epizód                                                     |
| 2015–2018 | Tömény történelem             | Drunk History                                | több szereplő                        | 5 epizód                                                     |
| 2015–2019 | Családom, darabokban          | Life in Pieces                               | Greg Short                           | - főszereplő (79 epizód) - magyar hangja: - Seszták Szabolcs |
| 2017      |                               | The Amazing Adventures of Wally and The Worm | nem szerepel                         | rendező (dokumentum-rövidfilm)                               |
| 2018      | Cukorláz                      | Sugar Rush                                   | önmaga / vendég zsűritag             | 1 epizód                                                     |
| 2019      | Green család a nagyvárosban   | Big City Greens                              | Mark (hangja)                        | 1 epizód                                                     |
| 2019      |                               | The Final Table                              | önmaga / vendég zsűritag             | 1 epizód                                                     |
| 2020      | Amerikai fater                | American Dad!                                | űrlény kapitány (hangja)             | 2 epizód                                                     |
| 2021      | American Crime Story          | Impeachment: American Crime Story            | Mike Emmick                          | 7 epizód                                                     |
| 2022      |                               | The Offer                                    | Barry Lapidus                        | minisorozat (10 epizód)                                      |
| 2022      |                               | A Friend of the Family                       | Bob Broberg                          | minisorozat (9 epizód)                                       |

### Videójátékok
| Év   | Cím       | Szerep           |
| ---- | --------- | ---------------- |
| 2005 | King Kong | Preston (hangja) |

## Díjak és jelölések
| Év   | Díj                               | Kategória                                                                                   | Jelölt mű              | Eredmény |
| ---- | --------------------------------- | ------------------------------------------------------------------------------------------- | ---------------------- | -------- |
| 2002 | MTV Movie & TV Awards             | Legjobb feltörekvő színész                                                                  | Narancsvidék           | Jelölve  |
| 2005 | Spike Video Game Awards           | Legjobb szereplőgárda                                                                       | King Kong (videójáték) | Elnyerte |
| 2005 | San Diego Film Festival           | Feltörekvő sztár                                                                            | N/A                    | Elnyerte |
| 2011 | Screen Actors Guild-díj           | Legjobb szereplőgárda (drámasorozat)                                                        | Dexter                 | Jelölve  |
| 2014 | Critics' Choice Television Awards | Legjobb férfi mellékszereplő (tévéfilm vagy minisorozat)                                    | Fargo                  | Jelölve  |
| 2014 | Golden Globe-díj                  | - Legjobb férfi mellékszereplő - (televíziós sorozat, televíziós minisorozat vagy tévéfilm) | Fargo                  | Jelölve  |
| 2014 | Primetime Emmy-díj                | - Legjobb férfi mellékszereplő - televíziós minisorozat vagy tévéfilm)                      | Fargo                  | Jelölve  |
| 2016 | Satellite Award                   | Legjobb színész (musical vagy vígjátéksorozat)                                              | Családom, darabokban   | Jelölve  |

## Fordítás
- Ez a szócikk részben vagy egészben  a   Colin Hanks című angol Wikipédia-szócikk fordításán alapul.  Az eredeti cikk szerkesztőit annak laptörténete sorolja fel. Ez a jelzés csupán a megfogalmazás eredetét és a szerzői jogokat jelzi, nem szolgál a cikkben szereplő információk forrásmegjelöléseként.